# ヨードキシベンゼン
ヨードキシベンゼン（iodoxybenzene）は、超原子価ヨウ素化合物の1種である。爆発性を持つ化合物の1つでもあり、物理的にも化学的にも不安定であるなど、取り扱いには注意を要する。ヨージルベンゼン（iodylbenzane）とも呼ばれる。

## 構造
ヨードキシベンゼンは、その名の通りベンゼンの誘導体の1種であり、示性式はC6H5IO2で表すことができる。つまり、分子内のヨウ素原子からは2本の2重結合と1本の単結合が伸びているという、オクテット則を超えた共有結合を持った、超原子価化合物の形を取っている。ヨウ素は周期律表では第5周期に属する大きな原子であることなどの理由で、このような超原子価化合物を形成することができる。なお、ヨードキシベンゼンの分子量は236.01である。

## 性質

### 物理的性質
その分子構造から明らかなように、ヨードキシベンゼンは極性を持った化合物である。ベンゼン誘導体ながらベンゼンに溶解しない他、クロロホルム、アセトン、エタノールにも不溶であるなど、多くの有機溶媒に溶解しない。
これに対して、加熱した酢酸、加熱した水にならば可溶である。
なお、熱水に溶解させて再結晶させると、針状晶となって析出する。
常温常圧においてヨードキシベンゼンは黄色の結晶だが、236 ℃から237 ℃程度にまで加熱すると爆発する。
このように、あまり安定な化合物ではなく、加熱によってだけでなく、物理的に衝撃を与えた場合も比較的分解しやすい化合物として知られる。

### 化学的性質
ヨードキシベンゼンは両性化合物であり、強酸とも強塩基とも反応して塩を形成する。具体的には、硫酸と反応してヨードキシベンゼン硫酸塩、同様に、硝酸と反応して硝酸塩、過塩素酸と反応して過塩素酸塩などを形成する。
さらに、強塩基であるアルカリ金属とも反応して、こちらも塩が形成される。
ただし、アルカリ金属との塩は特に不安定であり、加水分解しやすい。
また、ヨードキシベンゼン自体も塩基性条件下において不安定であり、室温において強塩基性条件下に長時間曝された場合はヨードキシ基が水素に置換されて、ベンゼンが生ずる。
温度を上げるとさらに不安定となり、強塩基と共に加熱すると反応速度が上がるため、ベンゼンの生成速度が上がる。

## 合成法
ヨードベンゼンやヨードソベンゼンを酸化することによって、ヨードキシベンゼンが得られる。
酸化剤としては、例えば、次亜塩素酸、強塩基性条件下での過マンガン酸カリウム溶液、過安息香酸、過酢酸などが利用できる。